# Diksamplateau
Het Diksamplateau of Dixamplateau (Arabisch: دكسم) is een kalksteenplateau op het Jemenitische eiland Socotra. Onderdeel van het plateau is de Dirhurkloof. Ten oosten daarvan ligt Het Firmihinbos met de hoogste concentratie drakenbloedbomen van het hele eiland.

## Geografie
Het Diksamplateau is een uitgestrekt hoogland in het midden van het eiland. Het ligt op een hoogte van ongeveer 700 meter, tussen het Hajhirgebergte en de zuidelijke kustvlakte. Het vormt de thuisbasis van pastorale herders, die Bedoeïenen worden genoemd. Ze trekken met hun kudden rond over de vlakte en leven in een groot aantal kleine dorpjes verspreid over het plateau.
Van noord naar zuid loopt door een 700 meter steil afdalende Dirhurkloof de wadi Dirhu of Daerh. In deze wadi groeien grote aantallen planten van de soorten Adenium obesum en Dendrosicyos socotranus.

Ten oosten van deze kloof groeit het 540 hectare grote Firmihinbos of Rokeb di Firmihin met de grootste populatie drakenbloedbomen van Socotra. Dit bos staat onder invloed van de zuidwestelijke moesson en regens. De populatie regenereert zich slechts met moeite en wordt daarom beschouwd als bedreigd.

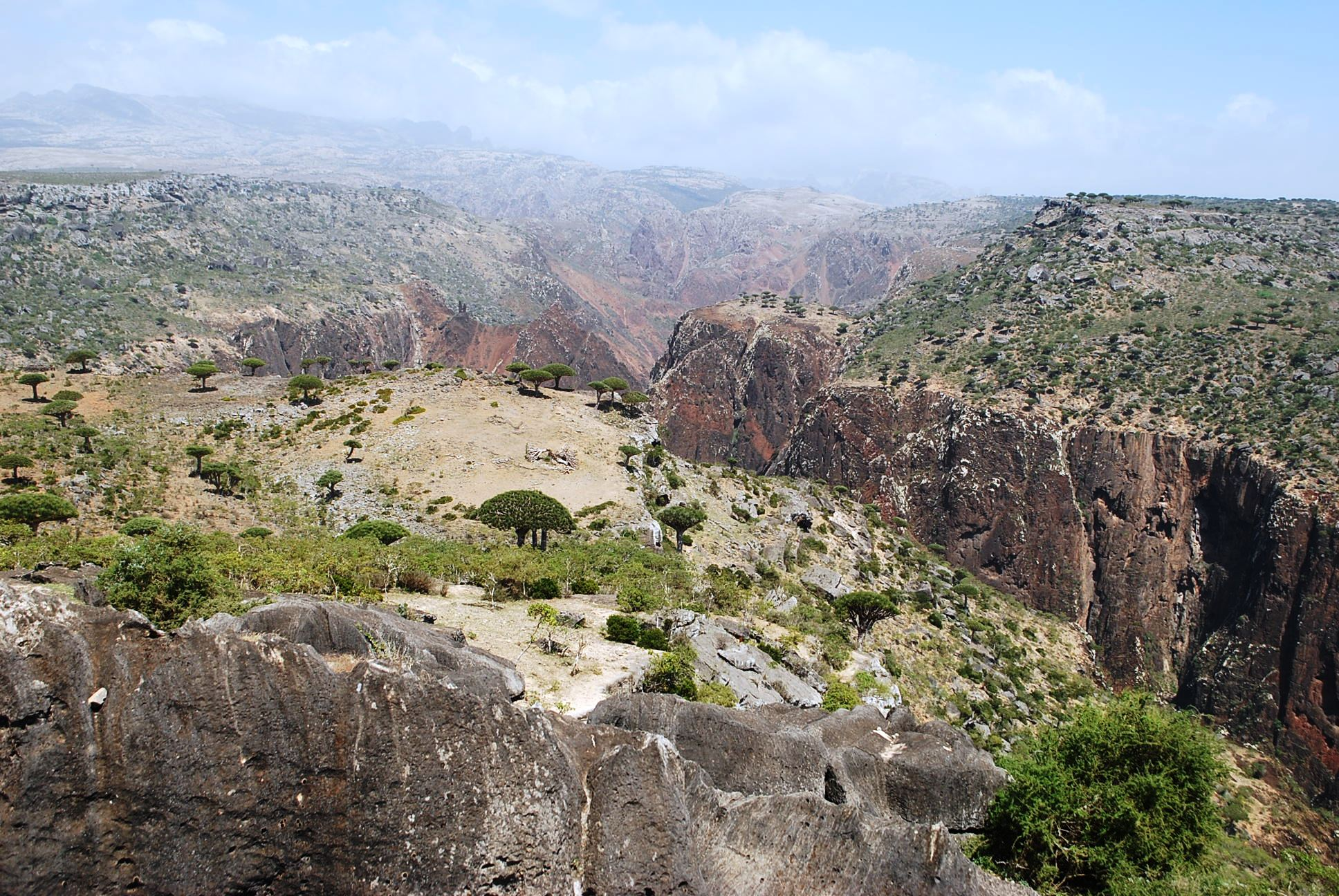
Plateau met kloof
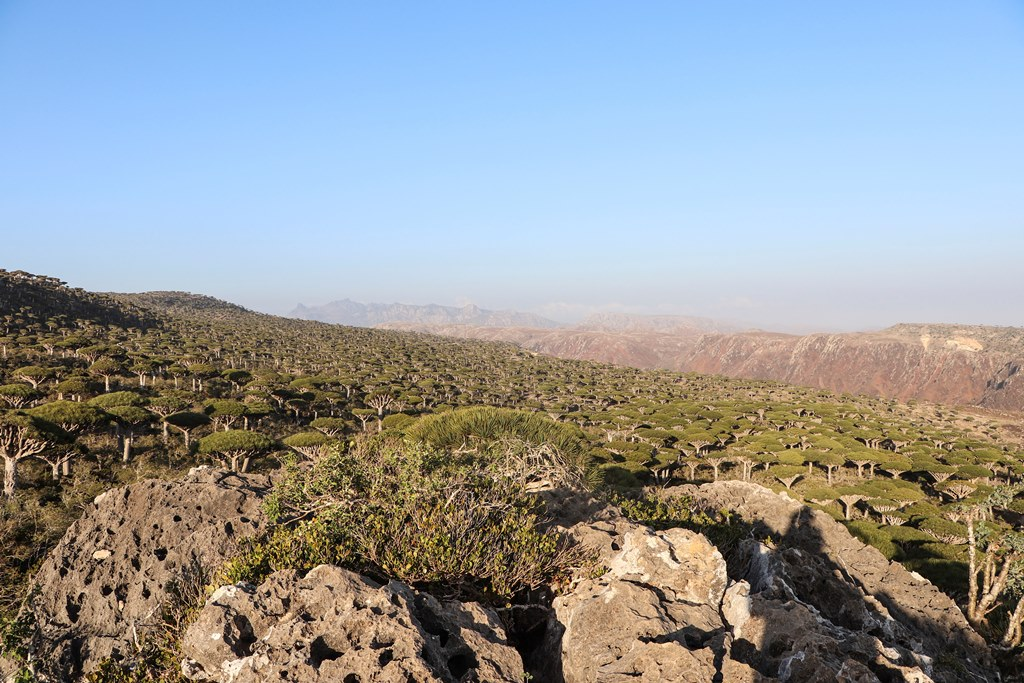
Firmihinbos